# Piperonil butossido
Il piperonil butossido, o PBO, è un inibitore degli enzimi citocromo P450-dipendenti, impiegato come sinergizzante in associazione agli insetticidi naturali, come le piretrine (estratti della composita Tanacetum cinerariifolium).
La sua azione si esplica inibendo la degradazione del principio attivo nell'organismo-bersaglio, che normalmente avviene grazie agli enzimi della famiglia del citocromo P450; perciò permette una riduzione della dose di insetticida usato, a parità di effetto tossico. Il suo uso è ammesso in agricoltura biologica.
Non solo è ammesso in agricoltura biologica (reg.to CE 834/2007), ma è anche specificamente registrato al Ministero della Salute, per utilizzi specifici. Le piretrine si trovano infatti iscritte nel nuovo allegato II del Reg. CE 889/2008, senza alcuna indicazione o limitazione ad ausiliari di formulazione, sinergizzanti o meno, coerentemente a tutti gli altri prodotti ammessi per la difesa.
Va precisato, poi, che oggi questa sostanza attiva, pur essendo un sinergizzante non regolamentato dalla normativa comunitaria dettata dal Reg. CE 396/2005 sui residui, viene comunque regolamentata dal Reg. CE n. 1107/2009. Il PBO è uno dei pochi, se non l'unico coformulante, per il quale sono previsti specifici impieghi autorizzati e limiti massimi di residui.